# Svenska skidspelen
Svenska skidspelen är ett årligen återkommande tävlingsevenemang i längdskidåkning i Sverige, startat 1947 i Sundsvall men från 1959 flyttat till Falun. Fram till 1991 fanns även backhoppning och nordisk kombination på programmet som återkommande evenemang. Kringarrangemang i andra snösporter brukar hållas, till exempel alpin skidsport 1950-1953 (i Åre) och skidskytte 1984. Normalt hålls Svenska skidspelen i februari-mars som de sista eller några av de sista världscupdeltävlingarna för säsongen. I samband med denna tävling är det även brukligt att många av landslagsåkarna avslutar säsongen med fest på stadens krogar.[källa behövs]
Tävlingarna arrangeras på Lugnets skidstadion. Vid några tillfällen har man tvingats flytta dem till annan ort i Sverige på grund av snöbrist.
Svenska skidspelen AB är namnet på organisationen (aktiebolaget) bakom evenemanget.
Svenska Skidspelens SK var namnet på en sportklubb, men senare har man ändrat namnet till Falun-Borlänge Skidklubb.

## Tävlingar
- 1947 - Sundsvall
- 1948 - Östersund
- 1949 - Sollefteå
- 1950 - Östersund
- 1951 - Sundsvall
- 1952 - Falun
- 1953 - Boden
- 1954 - Falun (sammanföll med världsmästerskapen)
- 1955 - Stockholm-Nässjö
- 1956 - Falun
- 1957 - Skellefteå[2]
- 1958 - Inga tävlingar
- 1959 - Falun
- 1960 - Falun/Sälen/Transtrand
- 1961 - Falun
- 1962 - Falun/Bjursås
- 1963 - Falun
- 1964 - Kiruna
- 1965 - Falun
- 1966 - Umeå/Örnsköldsvik
- 1967 - Falun
- 1968 - Falun
- 1969 - Falun
- 1970 - Falun
- 1971 - Falun/Bjursås
- 1972 - Lycksele
- 1973 - Falun
- 1974 - Falun (sammanföll med världsmästerskapen)
- 1975 - Falun
- 1976 - Falun
- 1977 - Falun
- 1978 - Falun
- 1979 - Falun
- 1980 - Falun (damernas 20 kilometer världsmästerskap)
- 1981 - Falun
- 1982 - Falun
- 1983 - Falun
- 1984 - Falun
- 1985 - Falun
- 1986 - Falun
- 1987 - Falun
- 1988 - Falun
- 1989 - Falun
- 1990 - Lycksele/Örnsköldsvik
- 1991 - Falun
- 1992 - Funäsdalen
- 1993 - Falun (sammanföll med världsmästerskapen)
- 1994 - Falun
- 1995 - Falun
- 1996 - Falun
- 1997 - Falun
- 1998 - Falun
- 1999 - Falun
- 2000 - Falun
- 2001 - Falun
- 2002 - Falun
- 2003 - Falun
- 2004 - Falun
- 2005 - Falun
- 2006 - Falun
- 2007 - Falun
- 2008 - Falun
- 2009 - Falun
- 2010 - Falun
- 2011 - Falun
- 2012 - Falun
- 2013 - Falun
- 2014 - Falun
- 2015 - Falun (sammanföll med världsmästerskapen)
- 2016 - Falun
- 2017 - Falun
- 2018 - Falun
- 2019 - Falun
- 2020 - Falun
- 2021 - Falun

### Fotnoter
1. ↑  ”Historia”. Svenska skidspelen. Arkiverad från originalet den 2 april 2015. https://web.archive.org/web/20150402162222/http://skidspelen.se/historia/. Läst 1 mars 2015.
2. ↑  ”Hoppbacke blir friluftspark”. SVT Nyheter. 19 december 2011. https://www.svt.se/nyheter/lokalt/vasterbotten/hoppbacke-blir-friluftspark. Läst 27 mars 2023.